# Ridge Racer 2 (jeu vidéo, 2006)
Ridge Racer 2 est un jeu vidéo de course développé et édité par Namco, sorti en 2006 sur PlayStation Portable.

## Accueil
- Jeuxvideo.com : 10/20[1]